# Flora Rica (ort)
Flora Rica är en ort i Brasilien.   Den ligger i kommunen Flora Rica och delstaten São Paulo, i den södra delen av landet, 700 km sydväst om huvudstaden Brasília. Flora Rica ligger 384 meter över havet och antalet invånare är 1 752.
Terrängen runt Flora Rica är platt. Närmaste större samhälle är Irapuru, 12,3 km norr om Flora Rica. 
Trakten runt Flora Rica består i huvudsak av gräsmarker. Runt Flora Rica är det glesbefolkat, med 20 invånare per kvadratkilometer.